# هتل ریتز لندن
ریتز (به انگلیسی: The Ritz) یا هتل ریتز لندن (به انگلیسی: The Ritz Hotel London) نام یک هتل ۵ ستاره و رستورانی شیک در خیابان پیکادلی لندن می‌باشد که در سال ۱۹۰۶ توسط هتلداری سوئیسی به نام سزار ریتز تأسیس شده است.